# Strand Nijstad
Strand Nijstad is een meer en recreatiegebied in de Nederlandse gemeente Hoogeveen. De plas bestaat feitelijk uit twee delen die gescheiden worden door een dam. Aan de zuidkant van de plas aan de Koedijk is een recreatiestrand gelegen.

## Geschiedenis
In 1626 kreeg Roelof van Echten toestemming tot kanalisatie van de benedenloop van het Oude Diep waarbij in 1631 een regeling tot stand kwam voor de afgraving van het veengebied ten oosten van Huize Echten. Na verlenging van dit kanaal ontstond het dorp Hoogeveen en kreeg het kanaal de naam Hoogeveensche Vaart. In de Atlas van Huguenin met kaarten uit 1819-1829 loopt dit kanaal noordelijk langs het gebied. Het gebied zelf bestond toen uit strookvormig verkaveld grasland in polder 'Neistad'. Oostelijk en zuidelijk van deze polder liggen dan nog onontgonnen woeste gronden. Op kaarten uit de 20e eeuw is de situatie nog sterk vergelijkbaar met die uit de 19e eeuw. Op een kaart uit 1975 staat de zandwinplas voor het eerst vermeld.
De plas is in de jaren 60 van de 20e eeuw ontstaan door zandwinning waar tot de beëindiging van de zandwinning in 2009 circa 3,5 miljoen m³ aan zand is gewonnen voor infrastructuur en huizenbouw door de Zuidema Groep die dertig jaar lang het gebied heeft geëxploiteerd.
In 2013 werd het gebied verkocht aan Bert Zuidema en Berry Beuker die het gebied tot een recreatiegebied ontwikkelden.
In 2017 is de bouw van de eerste woningen aan de noordkant van de plas begonnen en de recreatieplas is officieel voor het publiek geopend op 27 april 2019.

## Ligging
De plas ligt ten noorden van de A28 en ten zuiden van de Hoogeveense Vaart en op circa 700 meter afstand van de Hoogeveense wijk de Erflanden. De kleine plas heeft een diepte van 25 meter en de grote recreatieplas is 38 meter diep.

## Activiteiten
Aan de zuidkant van de plas zijn er 5 betaalde visstekken aanwezig voor karper vissen.
De westelijke plas is ingericht als onderwaterrondje voor sportduikers waar onder andere de lokale duikschool: "Dive2adventure" gebruik van maakt.
De Nederlandse kampioenschappen veldrijden 2024 werden op het terrein en rond het paviljoen verreden. Bezoekers van het restaurant konden de wedstrijd volgen, omdat het overdekte terras onderdeel was van het parkoers. Het werd met verhoogde pontons verbonden met het zuidelijke strand. De finish lag op de Koedijk. De organisatie was in handen van WSV de Peddelaars.